# فالس

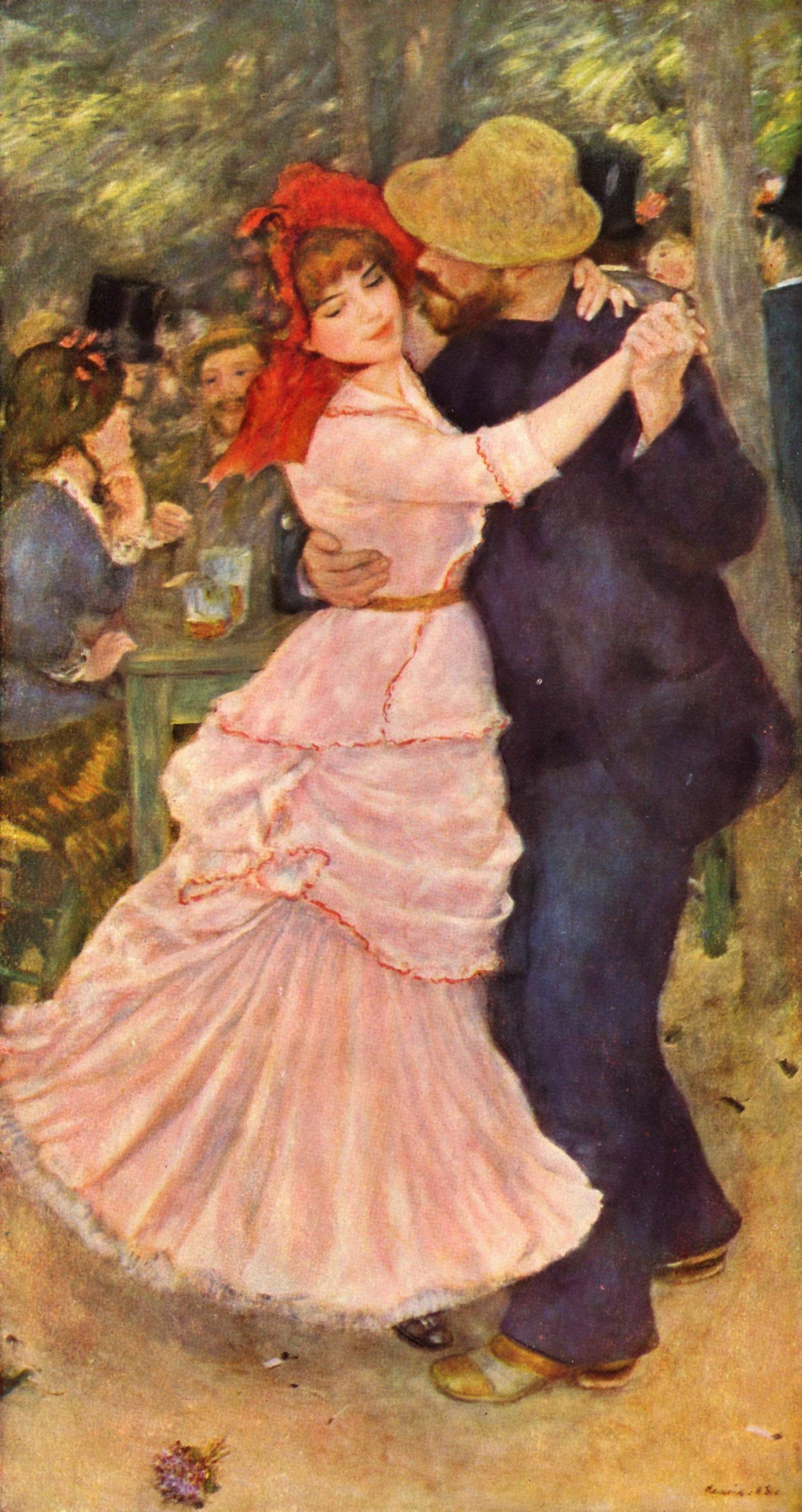
لوحة بير أوغست 1883

الفالس (بالألمانية: Walzer) و(بالإنجليزية: Waltz)‏ هو قالب إيقاعي والذي تحوّل فيما بعد إلى نوع رقص، بدأ في النمسا وألمانيا، ومنهما انتشر في أنحاء كثيرة من العالم، خصوصاً بعد أن نظم الموسيقار النمساوي يوهان شتراوس الابن لمقطوعته الدانوب الأزرق عام 1866.
يشير تاريخ الموسيقى بأنه قد شاع استخدام ايقاع يوازي الفالس وزنًا، والذي يدعى «السرمند» في الموشحات الأندلسية، أمثال «يا غصنَ نقاه»، «يا من لعبت» والعديد غيرها.
رغم جمال إيقاع الفالس إلا أن انتشاره في العالم العربي كان محدوداً، ومن أبرز الذين قاموا بتقديم هذه الإيقاع في الموسيقى العربية هو الموسيقار محمد عبد الوهاب حيث قدمه لأول مرة في عام 1928 بأغنيته الخاصة «أهون عليك»، من كلمات ف محمد يونس القاضي وأدى المقطع الأول والثاني منها بالطريقة الأوبرالية، والمقطعين الأخيرين على وزن الفالس، وكما عهدناه، فكان الموسيقار محمد عبد الوهاب مميز باختياراته الموسيقى، فواصل استخدامه ليقدم الفالس في بعض أغانيه الخاصة مثل «الظلم دا كان ليه»، «الجندول»، «كليوبترا»، «بلاش تبوسني في عينيا»، وفي بعض أغاني أم كلثوم التي كانت من تلحينه مثل «ودارت الأيام» و«ليلة حب». كما قدم عبد الوهاب هذا النمط الإيقاعي أيضا للفنان عبد الحليم حافظ في الأغاني: «نبتدي منين الحكاية».
اسم آخر اقترن بإيقاع الفالس هو الموسيقار فريد الأطرش بحيث قدمه في «ليالي الأنس في فيينا» بأداء المطربة أسمهان، والتي غُنّت في فيلم «غرام وانتقام» في عام 1944.
كما نجد عند ليلى مراد ثلاث أغاني على وزن الفالس «أنا قلبي دليلي»، «ليلى بنت الفقراء»، «حبيب الروح». وقد غنى محمد فوزي أغنية «يا نور جديد» (عام 1950 في فيلم نهاية قصة) وكانت على وزن الفالس وقد استخدم الكورال والتوزيع الموسيقي على نحوٍ غير مسبوق لتأتي أغنية فالس غنائي كامل.
بالإضافة إلى ذلك، اعتمدت بعض اغاني السيدة فيروز على هذا الإيقاع، كأغنية «يا لور حبّك» من مسرحية «ميس الريم»، أغنية «ضاعوا منا» والتي كانت بمثابة إحدى الأعمال النادرة التي جمعت فيروز بالموسيقار منير بشير وأغنية «إيه في أمل» في البومها الأخير من تلحين نجلها زياد الرحباني.اما عن السيدة ماجدة الرومي، فأدّت أغنية «العالم إلنا» مؤخرا والتي نُظِمَت كلماتها على ألحان «الفالس الثاني» العريق للموسيقار الروسيّ ديميتري شوستاكوفيتش، والذي قدمه في عام 1955.

## بعض الأغاني العربية التي استخدم فيها إيقاع الفالس
| الأغنية              | المقطع               | الملحن          | المغني          |
| -------------------- | -------------------- | --------------- | --------------- |
| الجندول              | آه لو كنت معي        | محمد عبد الوهاب | محمد عبد الوهاب |
| كليوباترا            | يا ضفاف النيل        | محمد عبد الوهاب | محمد عبد الوهاب |
| ودارت الأيام         | وصفولي الصبر         | محمد عبد الوهاب | أم كلثوم        |
| ليلة حب              | يا حبيبي ونبض قلبي   | محمد عبد الوهاب | أم كلثوم        |
| نبتدي منين الحكاية   | سألنا روحنا ليه      | محمد عبد الوهاب | عبد الحليم حافظ |
| إحنا الاتنين         | المقدمة              | رياض السنباطي   | ليلى مراد       |
| قلبي دليلي           | المقدمة              | محمد القصبجي    | ليلى مراد       |
| ليالي الأنس في فيينا | المقدمة              | فريد الأطرش     | أسمهان          |
| يا ربيعي             | هذه الأطيار في الروض | محمد الموجي     | عبد الحليم حافظ |
| جبار                 | وما كنتش أعرف        | محمد الموجي     | عبد الحليم حافظ |
| أحلى طريق في دنيتي   | لما شفتك بين الوجوه  | محمد سلطان      | فايزة أحمد      |
| يا نور جديد          | الأغنية              | محمد فوزي       | محمد فوزي       |
| أنا واللي بحبه       | نعيم الدنيا في حبك   | فريد الأطرش     | فريد الأطرش     |
| فرحتنا يا هنانا      | الأغنية              | علي إسماعيل     | عبد الحليم حافظ |
| يا بياعين القلوب     | قالولي راحة البال    | محمد فوزي       | نعيمة عاكف      |